# Rota Greca
Rota Greca – miejscowość i gmina we Włoszech, w regionie Kalabria, w prowincji Cosenza.
Według danych na rok 2004 gminę zamieszkuje 1287 osób, 107,2 os./km².